# Barbara Lagoa
Barbara Lagoa (Miami, Florida, noviembre 1967) es una abogada y jurista estadounidense que es Jueza en la Corte de Apelaciones del 11° Circuito de Estados Unidos.

## Trayectoria
Se recibió en 1989 de la Universidad Internacional de Florida. En 2000, fue una de las abogadas de Elián González.
En 2003, se incorporó a la Oficina del Fiscal de los Estados Unidos para el Distrito Sur de Florida como Asistente del Fiscal de los Estados Unidos, donde trabajó en las Secciones Civil, de Delitos Mayores y de Apelaciones.
En junio de 2006  fue designada para el Tribunal de Apelación del Tercer Distrito por el Gobernador Jeb Bush.
En diciembre de 2019 se convirtió en Jueza de  la Corte de Apelaciones del 11° Circuito de los Estados Unidos.

## Vida personal
Su suegro, Paul C. Huck, es Juez de Distrito de los Estados Unidos. Está casada con Paul C. Huck Jr., un conocido abogado en Miami y tienen dos hijos.